# Râul Ursoaia, Sărățel
Râul Ursoaia este un curs de apă, afluent al Sărățel.  